# Островская, Галя Всеволодовна
Галя Всеволодовна Островская (род. 1933) — советский физик, доктор физико-математических наук, лауреат Государственной премии СССР (1982).

## Биография
Дочь физика Всеволода Борисовича Вейнберга, внучка физика Бориса Петровича Вейнберга.
Работала сначала в ГОИ, затем во ФТИАНе. В настоящее время — ведущий научный сотрудник Физико-технического института им. А. Ф. Иоффе Российской академии наук, г. Санкт-Петербург.

## Семья
- Брат — Виктор Всеволодович Вейнберг, инженер-судостроитель, спортсмен, тренер по водно-моторному спорту.
- Муж и соавтор — Юрий Исаевич Островский, основоположник советской школы голографической интерферометрии[3].

## Научная деятельность
Область научных интересов: оптические методы диагностики плазмы, голография. Автор биографий учёных-физиков.
Кандидатская диссертация (1961) — «Спектральный анализ изотопного состава водорода, углерода, азота и меди».
Докторская диссертация (1976) — «Разработка оптических методов диагностики плазмы и их применение для исследования лазерной искры в газах».

### Публикации
- Техника и практика спектроскопии / А. Н. Зайдель, Г. В. Островская, Ю. И. Островский. — 2-е изд., испр. и доп. — Москва : Наука, 1976. — 392 с.
- Голографическая интерферометрия / Ю. И. Островский, М. М. Бутусов, Г. В. Островская. — М. : Наука, 1977. — 339 с.
- Пионер отечественной оптотехники : (к 100-летию со дня рождения В. Б. Вейнберга) / Г. В. Островская, Г. Я. Конаева, В. А. Грилихес. — Санкт-Петербург : Изд-во Политехнического ун-та, 2007. — 155 с. ISBN 5-7422-1460-X
- Островская, Галя Всеволодовна. Жизнь и наука к 90-летию со дня рождения Юрия Исаевича Островского. Санкт-Петербург : Изд-во Политехнического ун-та 2016. — 192 с. ISBN 978-5-7422-5190-7.
- Островская, Галя Всеволодовна. Дорога жизни профессора Б. П. Вейнберга. Санкт-Петербург : Изд-во Политехнического ун-та 2010. — 179 с. ISBN 978-5-7422-2664-2
- Островская, Галя Всеволодовна. Петр Исаевич Вейнберг — поэт и переводчик. Санкт-Петербург : Изд-во Политехнического ун-та, 2013. — 135 с. ISBN 978-5-7422-4036-5

## Награды и звания
- Государственная премия СССР 1982 года (в составе коллектива) — за цикл работ «Динамика токовых слоёв и солнечная активность» (1966—1980).